# Linas Mėgelaitis
Linas Mėgelaitis (sinh ngày 9 tháng 9 năm 1998) là một cầu thủ bóng đá người Litva hiện đang thi đấu ở vị trí tiền vệ cho câu lạc bộ Rimini tại Serie C bảng B.

## Sự nghiệp thi đấu
Mėgelaitis bắt đầu sự nghiệp thi đấu tại câu lạc bộ FK Panevėžys, sau đó liên tiếp chuyển tới FK Šiauliai và FC Stumbras trong vài năm. Mėgelaitis gia nhập Latina sau một thời gian ngắn thi đấu cho Pro Vercelli. Mėgelaitis ra mắt cho Latina trong trận thua 2–1 trước Avellino tại Serie B vào ngày 18 tháng 5 năm 2017.
Ngày 2 tháng 9 năm 2019, anh quay trở lại Sicula Leonzio sau khi thi đấu theo dạng cho mượn ở mùa giải trước.
Ngày 8 tháng 1 năm 2020, anh gia nhập Gubbio tại Serie C đến hết mùa giải 2019–20.
Ngày 29 tháng 7 năm 2021, anh ký hợp đồng 3 năm với Viterbese.

## Sự nghiệp thi đấu quốc tế
Anh ta ra mắt quốc tế cho Litva vào ngày 11 tháng 11 năm 2020 trong 1 trận giao hữu gặp Quần đảo Faroe.

## Bàn thắng quốc tế
Tỷ số và kết quả liệt kê bàn thắng đầu tiên của Litva, cột điểm cho biết điểm số sau mỗi bàn thắng của Mėgelaitis.
| Thứ tự | Thời gian           | Địa điểm                                        | Đối thủ    | Ghi bàn | Kết quả | Giải đấu |
| ------ | ------------------- | ----------------------------------------------- | ---------- | ------- | ------- | -------- |
| 1      | 25 tháng 3 năm 2022 | Sân vận động San Marino, Serravalle, San Marino | San Marino | 2–0     | 2–1     | Giao hữu |